# Référendum de 2020 sur la limitation du nombre de mandats des parlementaires en Arkansas
Un Référendum de 2020 sur la limitation du nombre de mandats des parlementaires a lieu le 3 novembre 2020 en Arkansas. La population est amenée à se prononcer sur un amendement constitutionnel d'origine parlementaire, dite Question 2, visant à limiter à un total de douze années consécutives le mandat des parlementaires des deux chambres de l'état, avec la possibilité de se représenter après un délai de quatre ans une fois cette limite atteinte.
Les représentants tout comme les sénateurs sont élus pour des mandats de deux ans. La limite en vigueur est de seize années consécutives.

## Résultats
| Choix                     | Votes | %   |
| ------------------------- | ----- | --- |
| Pour                      |       |     |
| Contre                    |       |     |
|                           |       |     |
| Votes valides             |       |     |
| Votes blancs et invalides |       |     |
| Total                     |       | 100 |
| Abstention                |       |     |
| Inscrits/Participation    |       |     |

| Pour (50,00 %)   |  |  | Contre (50,00 %) |
| ▲                |  |  |                  |
| Majorité absolue |  |  |                  |